# 鞅表示定理
概率论中，鞅表示定理指出，相对于布朗运动产生的过滤可测随机变量可以用相对于布朗运动的伊藤积分来表示。
定理仅指出了表示的存在，但没有说明如何找到。许多情况下，可以用马利亚万积分确定表示的形式。
类似定理也存在于由跳跃过程（如马尔可夫链）产生的滤波上的鞅。

## 表达
令{\displaystyle B_{t}}为标准过滤概率空间{\displaystyle (\Omega ,{\mathcal {F}},{\mathcal {F}}_{t},P)}上的布朗运动，并令{\displaystyle {\mathcal {G}}_{t}}为{\displaystyle B}生成的强化滤波。若X是关于{\displaystyle {\mathcal {G}}_{\infty }}的平方可积随机变量，则存在关于{\displaystyle {\mathcal {G}}_{t},}的可预测过程C，使
{\displaystyle X=E(X)+\int _{0}^{\infty }C_{s}\,dB_{s}.}
因此
{\displaystyle E(X|{\mathcal {G}}_{t})=E(X)+\int _{0}^{t}C_{s}\,dB_{s}.}

## 在金融学的应用
鞅表示定理可用来确定对冲策略的存在性。假设{\displaystyle \left(M_{t}\right)_{0\leq t<\infty }}是Q鞅过程，其波动性{\displaystyle \sigma _{t}}非零。则若{\displaystyle \left(N_{t}\right)_{0\leq t<\infty }}是任何其他Q鞅过程，就存在{\displaystyle {\mathcal {F}}}可料过程{\displaystyle \varphi }，对零测集是唯一的，这样{\displaystyle \int _{0}^{T}\varphi _{t}^{2}\sigma _{t}^{2}\,dt<\infty }的概率为1，且N可以写成：
{\displaystyle N_{t}=N_{0}+\int _{0}^{t}\varphi _{s}\,dM_{s}.}
复制策略定义为
- 在t时刻持有{\displaystyle \varphi _{t}}单位股票，且
- 持有{\displaystyle \psi _{t}B_{t}=C_{t}-\varphi _{t}Z_{t}}单位债券。

其中{\displaystyle Z_{t}}是债券价格贴现到时间{\displaystyle t}时的股价，{\displaystyle C_{t}}是期权在时间{\displaystyle t}时的预期收益。
在到期日T，投资组合的价值为：
{\displaystyle V_{T}=\varphi _{T}S_{T}+\psi _{T}B_{T}=C_{T}=X}
且很容易检查出该策略是自负盈亏的：投资组合价值的变化只取决于资产价格变化{\displaystyle \left(dV_{t}=\varphi _{t}\,dS_{t}+\psi _{t}\,dB_{t}\right)}。